# Merenkurkku szigetvilága
Merenkurkku (magyar fordítása: a tenger torka)   (svédül Norra Kvarken vagy csak Kvarken) a Botteni-öböl legkeskenyebb része, Selkämeri és Perämeri között, nagyjából a finn Vaasa és a svéd Umeå városok között található. Kb. 70–80 km széles, legnagyobb mélysége 20 méter. Merenkurkkunál a földfelszín évente kb. 8–9 mm-t emelkedik. Ha ez a tendencia töretlenül folytatódik, 2000 év múlva szárazföldi híd alakul ki a két ország között, és a Botteni-öböl északi része lefűződik a Balti-tengerről.

## Merenkurkku szigetvilága
Merenkurkku szigetvilága 2006 februárjában került fel az UNESCO világörökséglistájára, mint Finnország első természeti öröksége. A listára, mint a már korábban is szereplő svéd Höga Kusten kiterjesztéseként vették fel, abból a tényből kiindulva, hogy ez a kettő együtt képviseli azt földtani egységet, ahol a Würm-glaciális utáni földkitüremkedés egyedülállóan megfigyelhető. A terület kb. 10 ezer éve szabadult fel a jég alól.
- Területe: 326 300 hektár
- Körülvevő közigazgatási egységek: Korsnäs, Maalahti, Vaasa, Mustasaari, Vöyri-Maksamaa
- Lakosainak száma: 2500
- Szigetei: 6550
- A szigetek közül Raippaluoto Finnország 8. legnagyobb szigete, ezt a szárazfölddel összekötő híd pedig a leghosszabb az országban.
- Világítótorony Valassaari szigeten